# Doullens
Doullens é uma comuna francesa na região administrativa de Altos da França, no departamento de Somme. Estende-se por uma área de 33.4 km². Em 2010 a comuna tinha 6 238 habitantes (densidade: 186,8 hab./km²).